# Władysław Struszkiewicz
Władysław Struszkiewicz, herbu Struś (ur. 15 września 1846 w Pysznicy, zm. 22 maja 1919 w Wiedniu) – ziemianin, urzędnik austriacki, poseł do galicyjskiego Sejmu Krajowego i austriackiej Rady Państwa

## Życiorys
Ukończył gimnazjum w Bochni i Szkołę Rolniczą (Landwirtschaftliche Akademie) w Prószkowie niedaleko Opola (1867). Ziemianin, od 1867 administrator a od 1880 właściciel dóbr Niewiarów koło Gdowa, w pow. limanowskim. W latach 1870–1872 członek Rady Powiatowej w Limanowej, wybierany w kurii I (wielkiej własności), w latach 1883–1896 członek Rady Powiatowej w Bochni, wybierany z grupy gmin wiejskich.
Od 1877 członek Towarzystwa Rolniczego Krakowskiego, od 1882 członek Komitetu TKR, w latach 1885–1891 jego drugi wiceprezes. Był także prezesem oddziału TKR w Bochni. W latach 1886–1887 publikował artykuły na łamach „Tygodnika Rolniczego”, organie Towarzystwa. Członek Galicyjskiego Towarzystwa Gospodarskiego, członek Komitetu GTG (13 czerwca 1912 – 28 czerwca 1913). W 1891 był prezesem Spółki Suszenia Owoców i Jarzyn w Bochni. W latach 1912–1914 należał do towarzystwa i związku rolniczego, gospodarczego,przemysłowego i zarobkowego we Lwowie. Był także członkiem Krajowej Rady Kolejowej we Lwowie (1895–1911).
Poseł do Sejmu Krajowego Galicji V, VI i VIII kadencji (1883–1895 i 1901–1907), do Sejmu V kadencji wybrano go w kurii IV z okręgu gmin wiejskich Limanowa i Skrzydlna (1882), do Sejmu VI i VIII kadencji z kurii I w okręgu krakowskim. Był także posłem do austriackiej Rady Państwa VII kadencji (28 października 1887 – 23 stycznia 1891), VIII kadencji (9 kwietnia 1891 – 03 września 1892), IX kadencji (27 marca 1897 – 7 września 1900) i X kadencji (31 stycznia 1901 – 30 stycznia 1907). Pierwszy raz został wybrany w wyborach uzupełniających w 1887, po śmierci Edwarda Dzwonkowskiego z I kurii (wielkiej własności) w okręgu wyborczym nr 4 (Tarnów–Dąbrowa–Pilzno–Mielec). Z tego samego okręgu uzyskiwał mandat poselski w następnych wyborach. W Kole Polskim należał do grupy posłów konserwatywnych - stańczyków. W obradach parlamentu zabierał głos przede wszystkim w sprawach rolnictwa, m.in. w 1903 przedstawił  stan rolnictwa i hodowli w Galicji. 
Od 1873 był rzeczoznawcą ds dóbr ziemskich w Sądzie Obwodowym w Nowym Sączu, od 1884 także w Sądzie Krajowym Wyższym w Krakowie. Od 1885 radca starostwa powiatowego w Bochni. Od 1889 inspektor niższych szkół rolniczych i kursów specjalnych z językiem wykładowym polskim w Galicji. Od 1893 inspektor Wydziału Krajowego w Krajowej Wyższej Szkoły Rolniczej w Dublanach. Od 1892 pracował w austriackim ministerstwie rolnictwa, gdzie jako inspektor kultury krajowej i radca  przewodniczył przez wiele lat sekcji mleczarskiej. Należał do Centralnego Austriackiego Związku Mleczarskiego (Österreichischer Milchwirtschaftlicher Zentralverein) i współpracował z czasopismami austriackimi, poświęconymi rolnictwu i mleczarstwu. W 1913 przeszedł w stan spoczynku. Kazimierz Chłędowski tak go scharakteryzował: śmieszna figura ten Struszkiewicz, nadstawia się wszędzie, czy go chcą, czy go nie chcą. W tym czasie przyczynił się do renowacji polskiego kościoła w Wiedniu przy ul. Rennweg 5a, a w 1899 był dyrektorem Komitetu wykonawczego loterii fantowej na pokrycie kosztów tej odnowy. Jak napisano o nim we wspomnieniu pośmiertnym: zawodowy rolnik i znawca spraw rolniczych działalnością swą jako poseł oraz jako urzędnik zjednał sobie wysokie uznanie i cieszył się sympatią w szerokich kołach ziemian galicyjskich i polskiej kolonii urzędniczej w Wiedniu.
Pochowany na Cmentarzu Centralnym w Wiedniu.

## Odznaczenia
W 1901 odznaczony Krzyżem Kawalerskim papieskiego Orderu św. Grzegorza. 

## Rodzina
Urodził się w rodzinie ziemiańskiej, syn powstańca listopadowego Januarego (1812–1882) i Teofili z Udrańskich (1820–1904). Miał rodzeństwo: trzy siostry Stanisławę, żonę Wiktora Korytowskiego, Bolesławę żonę Ferdynanda Ruebenbauera, Józefę, żonę Bolesława Długoszowskiego oraz dwóch braci Michała i Ludomiła. Dwukrotnie żonaty 1) z Joanną ze Stopnickich, z którą miał syna dyplomatę austro-węgierskiego Władysława, 2) z Olgą z Męcińskich, z którą miał syna Karola (1879–1899). 